# Krompecher István
Krompecher István (Budapest, 1905. április 17. – Debrecen, 1983. augusztus 19.) orvos, anatómus, hisztológus, az orvostudományok kandidátusa (1952), a Magyar Tudományos Akadémia rendes tagja. Az emberi kötő- és támasztószövetek differenciálódásának, szöveti és sejtszintű szerveződésének, kialakulásának és fejlődésének, alaktanának nemzetközi szinten elismert tudósa, iskolateremtő egyénisége volt. Negyedszázadon keresztül, 1950-től 1975-ig irányította igazgatóként a Debreceni Orvostudományi Egyetem anatómiai, szövet- és fejlődéstani intézetének munkáját.
Milák Zoltánné (szül. Krompecher Éva) antibiotikum-szakértő, és Thomas Krompecher svájci igazságügyi orvos apja.

## Életútja
Krompecher Gyula Szilárd (1871–1944) állategészségügyi főtanácsos, kormánybiztos és Günther Erzsébet (1876–1956) fiaként született. Anyai nagyapja Günther Antal (1847–1920) országgyűlési képviselő, kúriai elnök. 
A Budapesti I. kerületi Magyar Királyi Állami Verbőczy István Főgimnáziumban érettségizett (1923). A budapesti Pázmány Péter Tudományegyetem Orvostudományi Karára iratkozott be, ahol oklevelét 1929-ben szerezte meg. 1926-tól az egyetem II. számú Kórbonctani Intézetében Lenhossék Mihály mellett volt gyakornok, 1929-től tanársegéd, 1936-tól 1940-ig adjunktus. Ezzel párhuzamosan 1931-től 1940-ig a Testnevelési Főiskolán is oktatott sportanatómiát. 1934-ben magántanári képesítést szerzett, és a fővárosi egyetem orvosi karán a fejlődéstan előadó tanára lett. 1937–1938-ban a Heidelbergi Egyetem anatómiai intézetében oktatott vendégprofesszorként, majd 1938 és 1940 között – egyetemi és főiskolai katedráit megtartva – a tihanyi Magyar Biológiai Kutatóintézet munkatársaként is tevékenykedett.
1940-ben a kolozsvári egyetemre nevezték ki a szövet- és fejlődéstani intézet vezetőjévé nyilvános rendkívüli tanárként. Az Orvostudományi Szakosztály Értesítőjének 1942-ben megjelent 50. kötetét Krompecher István szerkesztette Berde Károllyal. Négyévnyi oktatómunka után, a visszavonuló magyar hadsereggel együtt 1944-ben elhagyta Kolozsvárt, és 1950-ig ismét a tihanyi biológiai intézetben dolgozott, beosztott egyetemi nyilvános rendes tanári címmel. 1947 és 1949 között a kolozsvári magyar egyetem Marosvásárhelyre kihelyezett orvosi karán az anatómia, szövet- és fejlődéstan szerződéses tanszékvezető egyetemi tanáraként végzett oktatómunkát. 1950-ben a debreceni egyetemre nevezték ki, ahol 1951-től 1975-ös nyugdíjazásáig az önállósult Debreceni Orvostudományi Egyetem általa szervezett anatómiai, szövet- és fejlődéstani intézetének igazgatója volt tanszékvezetői beosztásban.

## Munkássága
Fő kutatási területe az anatómia, azon belül is a csontok, porcok és ízületek morfológia (anatómia), szövettani (hisztológia) és fejlődéstani (ontogénia) vizsgálata volt. Pályája elején a kötőszöveti rostok egyes fizikai tulajdonságaira kereste a választ a sejtszintű szerveződés vizsgálatával. Később a csontfejlődésnek, azaz a csontképző sejtek szerepének, a csontszövetekké alakuló kötőszövetek, porcszövetek fejlődési mechanizmusának tanulmányozása során felismerte a primer angiogén csontfejlődés jelenségét, azaz az erek körüli mesenchimasejtekben az egyedfejlődés során megjelenő csontképzőeket. Szöveti fiziológiai vizsgálatai során meghatározta a kallusz (csontforradás során fellépő hegszerű szövetszaporulat) képződését, a csontfejlődés, illetve a támasztószövetek alaktani szempontból elkülöníthető megjelenési formáit, amelyek kialakulásában, fejlődésében és regenerációjában döntő szerepet tulajdonított a külső, környezeti hatásoknak. Tudományos eredményei az ortopédiai és reumatológiai terápiás eljárások fejlődéséhez is hozzájárultak.
Az 1960-as évektől az anatómiai és biokémiai vizsgálati módszerek ötvözésével főként a szöveti szintű anyagcsere-folyamatokkal foglalkozott (pl. szöveti légzés, mukopoliszacharid-képződés, csont-, ízület- és porckorongbetegségek patogenezise).
Kutatásaival és kora biológiai szemléletét meghaladó tudományos kérdésfeltevéseivel iskolát teremtett a magyarországi hisztológiában, az általa vezetett intézményt nemzetközileg is elismert csont- és porcszövettani kutatóhellyé fejlesztette. Magyarországon és külföldön megjelent monográfiái mellett mintegy másfél száz tanulmányt írt.

## Társasági tagságai és elismerései
1948-ban választották a Magyar Tudományos Akadémia levelező tagjává, de az Akadémia 1949-es átszervezésekor tagságát megszüntették, s levelező tagságát csak 1965-ben állították vissza, 1973-ban pedig rendes taggá választották. A Magyar Anatómusok, Hisztológusok és Embriológusok Társaságának elnöke, majd tiszteleti elnöke volt, emellett több külföldi intézmény is tagjai sorába hívta. Így 1955-ben a német Anatómiai Társaság (Anatomische Gesellschaft), 1958-ban a Leopoldina Német Természettudományos Akadémia, 1967-ben a milánói Lombardiai Orvosi Akadémia (Accademia medica lombarda, levelező tag) és a Párizsi Anatómiai Társaság (Société anatomique de Paris), 1983-ban pedig az Európai Csont- és Porcszövettani Társaság (tiszteleti) tagja lett.
1969-ben a pozsonyi Comenius Egyetem díszdoktorává avatták.

## Emlékezete
Tiszteletére 1992-ben a Debreceni Orvostudományi Egyetem (ma Debreceni Egyetem) Krompecher István-emlékérmet alapított, amelyet kétévente osztanak ki a felsőfokú orvosképzésben nyújtott kimagasló oktatói tevékenység elismeréseként. Archiválva 2009. augusztus 25-i dátummal a Wayback Machine-ben
A Debreceni Egyetem OEC parkjában 2006 novemberében állították fel mellszobrát, Marosits István alkotását.

## Főbb művei
- Die Knochenbildung. Jena, Fischer, 1937, 150 p.
- Kísérleti ízületképzés. Kolozsvár, 1943
- Die Grundlagen der Eierschalentherapie. Jena, Fischer, 1958, 83 p.
- Form und Funktion in der Biologie. Leipzig, Akademische Verlagsgesellschaft, 1966, 139 p.
- Local tissue metabolism and the quality of the callus. Budapest, Akadémiai, 1967
- Carbohydrate metabolism of tissues: Experimental and comparative studies. Budapest, Akadémiai, 1983, 214 p. (László B. Máriával)
- Összes műveinek jegyzéke a Magyar Tudományos Művek Tárában